# Grupo Honda
5°11′31″N 74°43′21″O / 5.19194, -74.72250
El Grupo Honda (NgH) es un grupo geológico de las Cuenca Magdalena Superior y Cuenca Magdalena Medio adyacentes a las Cordilleras Central y Oriental de los Andes colombianos. El grupo, en la literatura más antigua también definida como formación, se encuentra en su sección de tipo actual en el Desierto de la Tatacoa en el departamento de Huila subdividido en dos formaciones principales, La Victoria y Villavieja.
El grupo se definió originalmente con el nombre de Honda, Tolima, pero se ha redefinido en función de los numerosos hallazgos fósiles en el Desierto de la Tatacoa, a 250 kilómetros al sur. En la sección de tipo original de su aparición, el grupo de 3.255 metros de espesor se subdivide en tres formaciones, de mayor a menor; Cambrás, San Antonio y Los Limones.
El grupo data del período Neógeno; en su definición más amplia, desde el Oligoceno tardío hasta el Mioceno tardío, y a la edad Laventense de la Edad mamíferos de América del Sur (SALMA), equivalente a la época Serravalliense del Mioceno medio.
El Grupo Honda es un Lagerstätte lugar de yacimiento de fósiles La Venta en el departamento de Huila y al este de Tolima. Alberga una de las formaciones más ricas que contienen fauna del Mioceno en todo el mundo.

## Etimología y definiciones
El grupo fue definido por primera vez por Hettner en 1892 en el área del municipio que la da nombre Honda, Tolima. En 1942 y 1946, el grupo fue definido como una formación por Royo y Gómez. El primer autor que usó el nombre Honda para un grupo, fue un zoólogo estadounidense que estudió en detalle la fauna de La Venta, Ruben Arthur Stirton. Las subdivisiones del grupo han sido propuestas por muchos autores diferentes con gran detalle en las diferentes capas. Nombres como "Capas de mono", "Capas de peces" y "Unidad sobre capas de peces" se han utilizado coloquialmente para designar ciertas unidades estratigráficas en función de su contenido fósil. La definición más aceptada de grupo, formaciones y miembros fue propuesta por Villarroel en 1996 para simplificar la estratigrafía en un sentido regional resolviendo la subdivisión excesiva en 19 unidades.

## Configuración regional
Actualmente, los sedimentos del Grupo Honda están expuestos en el Valle Medio del Magdalena y el Valle Superior del Magdalena en un valle intermontañoso entre las Cordillera Central en el oeste y las Cordillera Oriental en el este. El valle entre las dos principales cadenas orogénicas fluye el Río Magdalena, el río más largo de Colombia. El Valle Superior del Magdalena se subdivide geológicamente en la Subcuenca Neiva con la Subcuenca Girardot del Valle Medio del Magdalena más al sur, al norte, dividido por el Arco de Natagaima. La subcuenca de Neiva está limitada por la falla de Chusma en el oeste y hacia el este por la falla de Garzón que bordea el oeste. La falla Mulato-Getudo posiblemente subyace al Grupo Honda al sur del Río La Miel. El Desierto de la Tatacoa, donde se ha redefinido la sección tipo del Grupo Honda, es una región inusualmente seca en Colombia, causada por una sombra orográfica inducido por la montaña. En la época del Mioceno medio, la geografía era más comparable a las estribaciones orientales actuales de los Andes.
La historia tectónica de las tres cadenas montañosas de Colombia, de oeste a este, las cordilleras occidental, central y oriental han sido estudiadas en detalles. Las cordilleras occidental y central fueron las primeras en erigirse en el Paleógeno, con levantamientos menores en los rangos orientales a este periodo. El inicio de la elevación regional de las cordilleras orientales data del Mioceno medio, con un aumento de la tasa de exhumación entre 12 y 3 Ma. Esto causó una segmentación de las actuales cuencas de Magdalena y la cuenca de los Llanos hacia el este, anteriormente parte de una cuenca de antepaís más grande al este de los rangos centrales. La formación León en la cuenca de los Llanos proporciona la primera indicación de la elevación tectónica de las cordilleras orientales, aislando la cuenca de los Llanos del valle del Magdalena.

## Descripción

### Estratigrafía
El Grupo Honda se superpone inconforme en partes a los depósitos volcánicos del Miembro del Prado, Formación Barzalosa del    Grupo  Payandé, y en otras partes las Formaciones Saldaña, y Santa Teresa.  La unidad está cubierta por la Formación Neiva del Grupo Gigante. Se ha sugerido la presencia de una pausa entre el Grupo Honda y la Formación Barzalosa. El grupo se caracteriza por dos formaciones principales; la formación inferior de La Victoria y la formación superior de Villavieja. Anteriormente, la Formación La Dorada ha sido nombrada como una subdivisión del Grupo Honda, mientras que otros autores definen esa unidad como miembro. Otros nombres para miembros y formaciones son Miembro Cerbatana, también publicado como Miembro Cervetana, llamado así por Quebrada La Cerbatana, Formación Las Mesitas, Formación El Líbano, Miembro Volcánico Baraya, llamado así por Baraya, y Miembro del lecho rojo de Cerro Colorado. El Miembro Perico de la Formación La Dorada se ha hecho equivalente a la Formación La Victoria, así como a la Formación El Líbano.

#### Formación La Victoria
Esta formación fue definida por primera vez por Guerrero en su tesis de maestría (1991) y refinada en su tesis doctoral en 1993. La localidad tipo de la Formación La Victoria se estableció en el área de La Venta y la formación lleva el nombre del municipio de La Victoria, a 15 kilómetros al noreste del centro urbano de Villavieja. La formación, restringida a la Subcuenca Neiva, consiste principalmente en areniscas, areniscas conglomeradas y conglomerados (75%) con arcillas intercaladas y limolitas (25%).
La parte superior de la Formación La Victoria, subyacente a la Formación Villavieja, se caracteriza por una sección de conglomerados de 45 metros, denominada Miembro de Cerbatana o Conglomerados de Cerbatana. El conglomerado muestra laminación cruzada a través de canales e imbricación de clastos en una matriz predominantemente, con secciones menores soportadas por clastos. La base del conglomerado marca una superficie erosiva en los lechos de limo y arcilla subyacentes. Los clastos del conglomerado son en su mayoría de cuarzo lechoso, de origen chert y volcánico, con diámetros que promedian alrededor de 7 centímetros con un máximo de 15 centímetros. Conglomerados y bancos de arenisca de grano medio a grueso, con una composición de grano similar a la de los conglomerados, de hasta 2 metros de grosor se intercalan entre las secciones conglomeradas. Las areniscas están cementadas por carbonato de calcio en terrenos duros que a veces forman concreciones redondeadas. Las arcillas y limolitas que se encuentran con menos frecuencia en las formaciones de La Victoria varían en grosor de 1 a 11 metros y muestran coloraciones de color marrón rojizo, gris verdoso y grisáceo.

#### Formación Villavieja

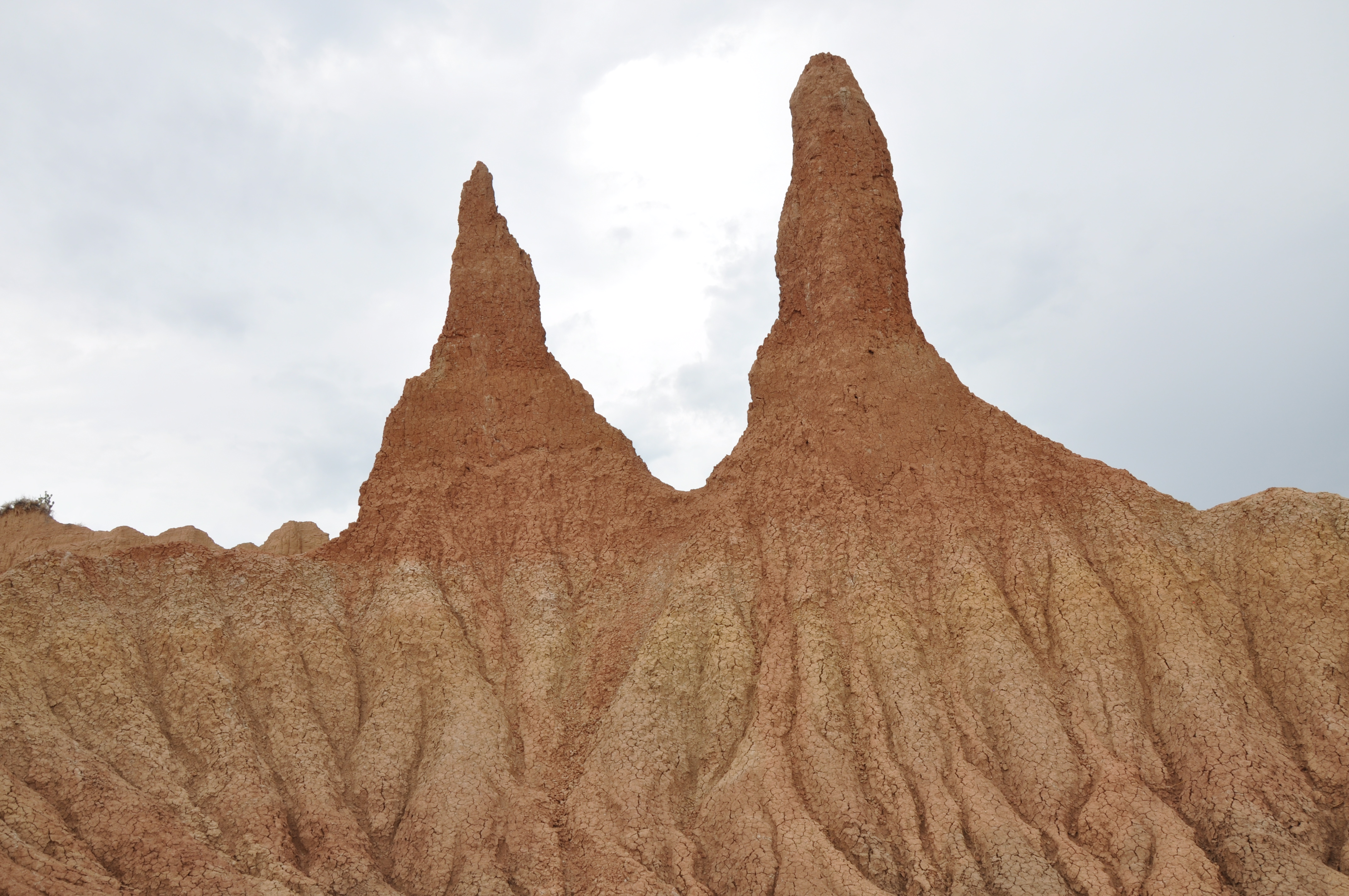
Formación Villavieja en el Desierto de la Tatacoa ubicado en el departamento colombiano de Huila.

El nombre de Formación Villavieja fue propuesto por primera vez por Wellman en 1968 como miembro de la Formación Honda. Dos años después, el autor elevó el rango a una formación, como parte del Grupo Honda. La formación toma su nombre del municipio de Villavieja, Huila, 35 kilómetros al noreste de la capital departamental Neiva. La localidad tipo está situada en la margen derecha del  río Magdalena en la Cordillera Oriental de los Andes colombianos.
El contacto entre la Formación Villavieja y la Formación La Victoria subyacente es concordante.  La parte basal de la Formación Villavieja comprende limolitas y arcillas que también forman la mayor parte de la formación con un 75 por ciento. El cuarto restante está compuesto de areniscas conglomeradas. El grosor de las limolitas y arcillas puede exceder los 8 metros y tener capas de arenisca delgadas de grano fino a medio de 10 centímetros. Los finos sedimentos de la Formación Villavieja son de color verdoso, marrón rojizo o gris azulado y muestran patrones de meteorización en las llamadas estructuras de "erosión de coliflor". Los lechos gruesos grises claros, hasta el tamaño de piedra arenisca conglomerada, no superan los 2.5 metros de espesor y comúnmente muestran una transición lateral con las piedras de limo y arcilla. El miembro Baraya de la Formación Villavieja muestra delgados niveles de arenisca y limolita de color marrón amarillento y rojizo con granos volcánicos.

#### Área Honda

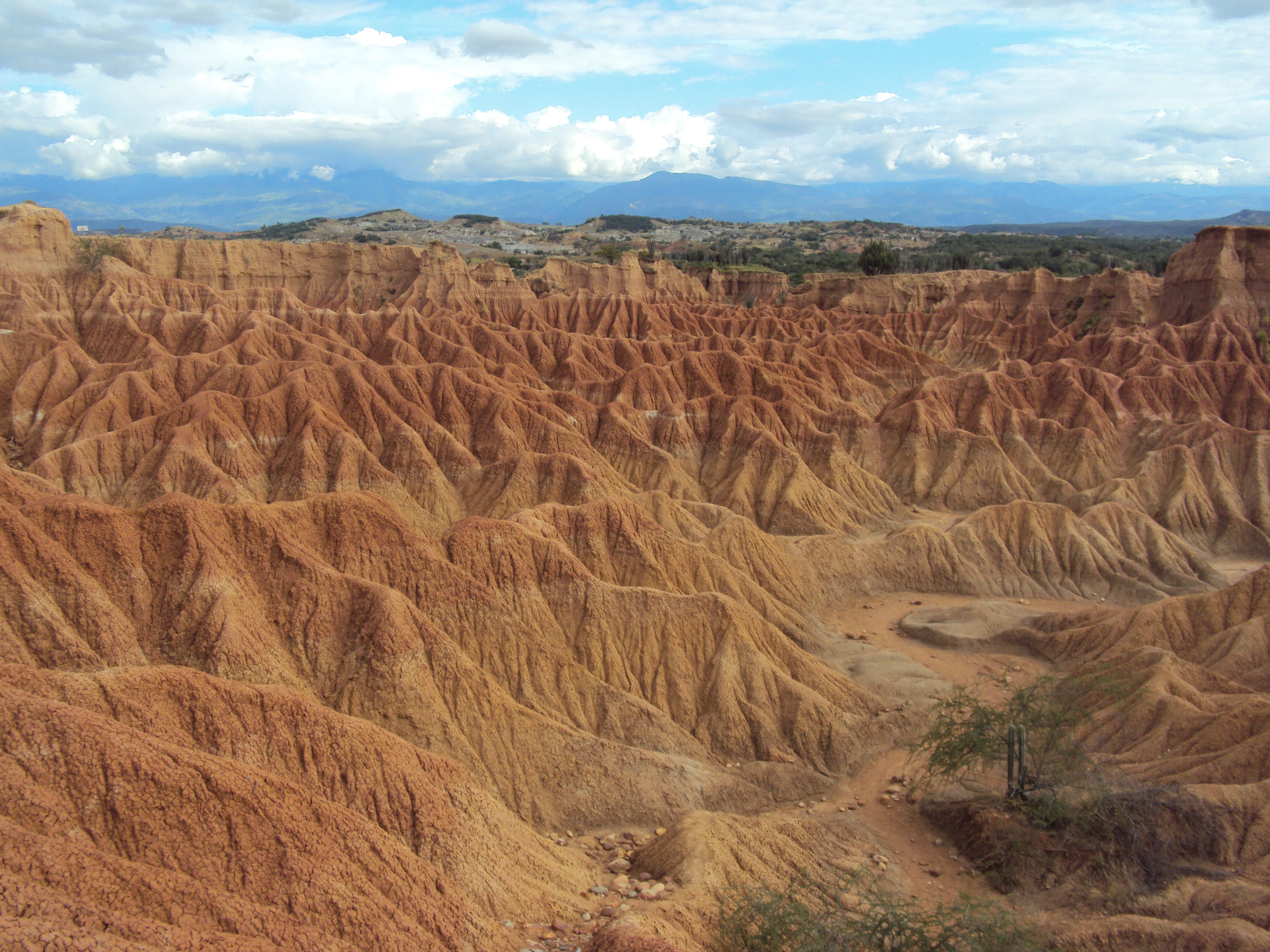
Desierto de la Tatacoa

El Grupo Honda se extiende por aproximadamente 250 kilómetros desde la Cuenca Magdalena Superior hasta la media y está expuesto en varios lugares a lo largo de las orillas derecha e izquierda del río Magdalena. Afloramientos a lo largo de la carretera entre Girardot y Agua de Dios, Cundinamarca muestra una secuencia más baja de lechos gruesos de feldespato amarillo verdoso y areniscas conglomeradas ricas en mica, intercaladas con arcillas rojizas y un nivel superior de arenitas de cuarzo de grano medio a grueso alternantes. con estratificación cruzada de ángulo bajo. Estas areniscas están intercaladas con gruesas capas de arcillas fisionables con concreciones de arenisca calcárea comunes. Los sedimentos del Grupo Honda restringen el curso del río Sumapaz a un valle estrecho, cerca de su confluencia con el río Magdalena. 
La mayor parte del municipio de Prado, Tolima; descansa sobre sedimentos del Grupo Honda.  En la Cuenca Media del Magdalena y el flanco oriental del centro y el flanco occidental de las cordilleras orientales, el grupo se subdivide en las formaciones Los Limones, San Antonio y Cambrás. El espesor total de estas formaciones en la sección de tipo original del norte del Grupo Honda alcanza los 3.255 metros, mientras que se ha registrado un espesor total de 5.000 metros.

#### Edad
Gracias a la abundancia de fósiles del Grupo Honda en La Venta, el período geológico de los sedimentos ha recibido un nombre diferente en la Edad Mamíferos de América del Sur (SALMA); Langhiense que oscila entre 13.8 y 11.8 Ma, como la única edad SALMA definida al norte del ecuador y en Colombia. La edad de la Formación Villavieja se ha estimado entre 17.0 y 12.1 Ma,  mientras que la Formación estratigráficamente más baja de La Victoria está fechada en 13.82 a 12.38 Ma (Serravalliense), basado en la pista de fisión y el análisis volcánico y paleomagnético.
El Grupo Honda es lateralmente equivalente al tiempo con la parte inferior de la Formación Real en la cuenca central y norte del Magdalena Medio, la parte inferior de la Formación León de la Cuenca de los Llanos, el rango superior de la Ciénaga de Oro Formación de la Cuenca Inferior del Magdalena, y las Formaciones Caja y Diablo de las estribaciones de los Llanos.

#### Ambiente sedimentario
Los sedimentos que forman el Grupo Honda se depositaron en un entorno fluvial, con la parte inferior de la Formación La Victoria en un ambiente meandriforme, mientras que la parte superior se formó en un sistema anastomosado. Las direcciones de paleocorrientes principales eran de oeste a este y este-sureste. La unidad suprayacente de grano más fino, la formación Villavieja, se depositó en un entorno meandriforme de menor extensión que el de la Formación La Victoria, más antigua. El análisis de paleocorrientes de los sedimentos en los miembros Baraya y Cerro Colorado ha revelado una dirección de flujo similar a los paleorríos de La Victoria, mientras que la parte superior del miembro Cerro Colorado muestra una tendencia opuesta, hacia el oeste. Los clastos volcánicos de las formaciones tienen como procedencia el vulcanismo del Rango Central, del cual los materiales volcanoclásticos en el Grupo Honda marcan su inicio.
El borde deposicional para el Grupo Honda en el este, está formado por las fallas inversas Prado-Suárez y Cambrás-Salinas-Cambao.

#### Paleoclima y vegetación

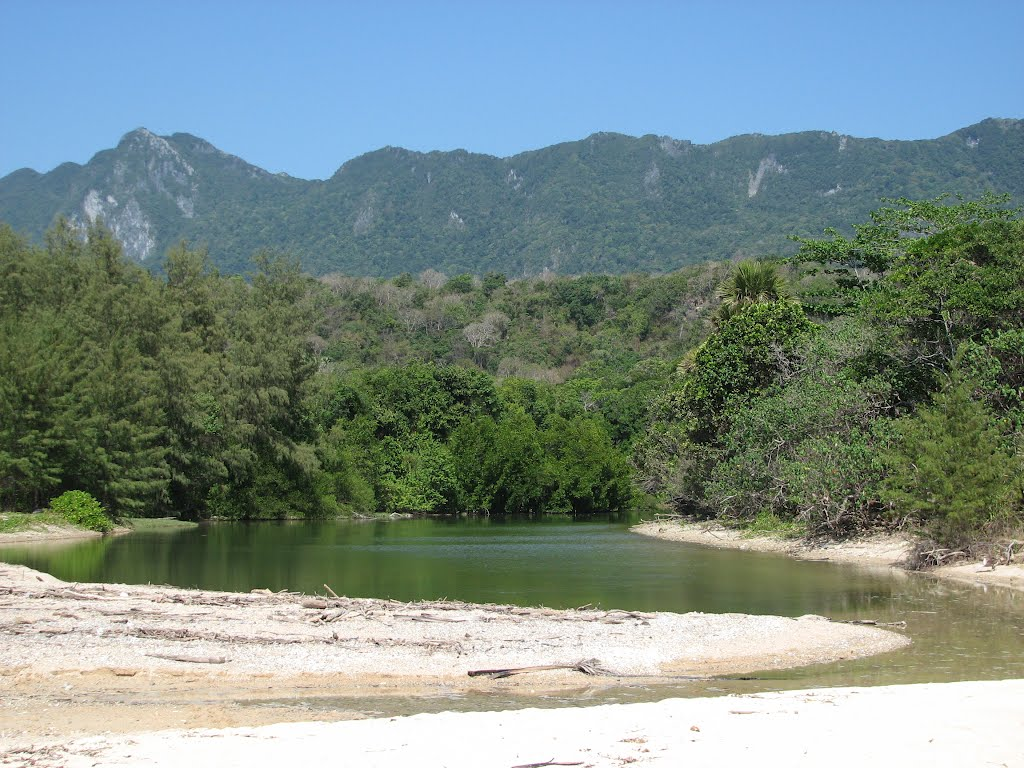
La paleogeografía de los sedimentos fluviales del Grupo Honda se caracterizó por un ecosistema más africano o asiático que el del Neotrópico.

El análisis de las "Capas de Mono" del Grupo Honda, proporcionó estimaciones de los niveles anuales de precipitación entre 1,500 y 2,000 milímetros. Hoy, estos niveles de lluvia están asociados con la transición entre sabanas y ambientes forestales en tierras bajas de América del Sur. La vegetación del conjunto fósil de La Venta fue diversa debido a los diferentes biomas del ambiente de depósito; sistemas fluviales serpenteantes y trenzados en un entorno a altitudes más bajas que la elevación actual de más de 400 metros sobre el nivel medio del mar. Se ha sugerido que la cubierta vegetal de la secuencia sedimentaria del Grupo Honda no era un bosque de dosel continuo, sino un patrón complejo de diferentes ecosistemas de flora. Por lo tanto, los bosques perennes de las estribaciones de la Amazonía de hoy serían posteriores a la elevación de las Cordilleras Orientales de los Andes. Basado en el análisis de la diversidad vegetativa y de pastoreo de la fauna de La Venta, se ha sugerido que el ecosistema se parecía más al de África y Asia que al Neotrópico moderno. investigación de los paleosuelos encontrados en varios niveles dentro del Grupo Honda sugiere la presencia de áreas áridas en las proximidades de partes pluviales.

#### Geología del petróleo
En la cuenca productora de petróleo del Alto Magdalena, el Grupo Honda es una de las formaciones de yacimientos, junto a las formaciones más importantes de Caballos y Monserrate. Lutitas del Grupo Honda funcionan como sello de roca para ciertos campos petrolíferos en la cuenca del Alto Magdalena.  En el campo Tello en la cuenca, el Grupo Honda forma la roca de sobrecarga para los embalses productores de Monserrate.

## Contenido fósil

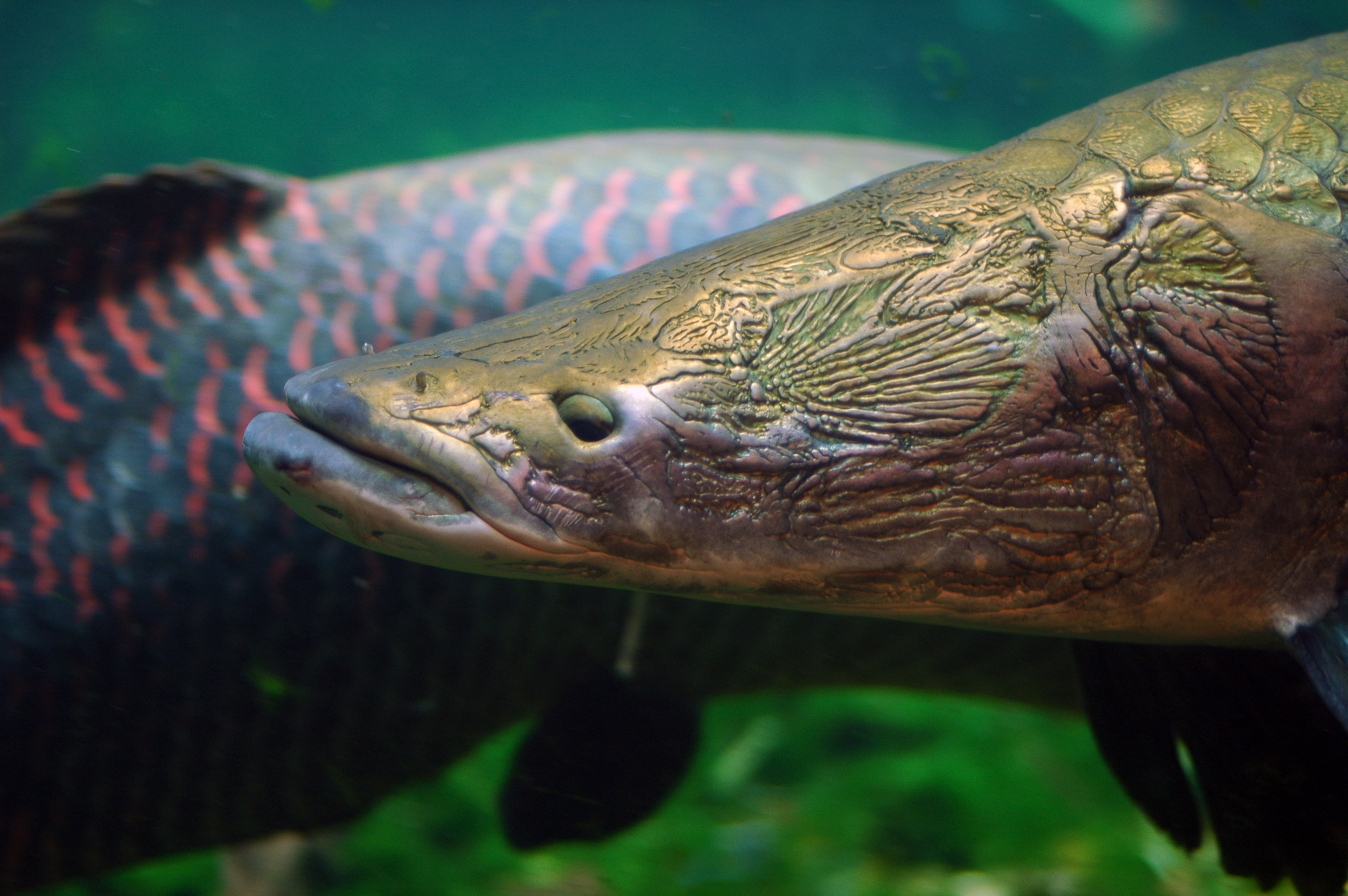
Una especie extinta del género Arapaima ha sido descrita entre los muchos peces del Grupo Honda.

El Grupo Honda es la unidad estratigráfica fosilífera más rica de Colombia, y una de las más importantes para el Mioceno a nivel mundial. En el sitio de La Venta, numerosos fósiles de varios órdenes han sido recuperados y aún se encuentran. El sitio marca un ecosistema único que muestra una amplia gama de biodiversidad. La Venta también es un sitio importante, ya que representa el conjunto de fauna única más reciente de América del Sur antes del Gran Intercambio Biótico Americano; El resultado del levantamiento del istmo de Panamá, cuya fase inicial data de alrededor de 12 Ma. Esto condujo a una alteración drástica de la fauna continental de la antigua isla sudamericana. Los esparasodontes formaron el grupo dominante de mamíferos carnívoros en América del Sur durante la mayor parte del Cenozoico.
En América del Sur, la zona de adaptación carnívora en los ecosistemas terrestres se compartió con otros mamíferos; aves de terror (Phorusrhacoidea), cocodrilos grandes (Sebecidae), serpientes grandes (Madsoiidae y Boidae), e incluso ocasionalmente ranas. La diversidad de peces fósiles de agua dulce y cocodrilos en La Venta es el conjunto más rico de América del Sur. Troncos fosilizados de Goupioxylon han sido identificados en el Grupo Honda.
Los nombres de género Hondadelphys y Hondathentes, y los epítetos de especies de Anadasypus hondanus y Scirrotherium hondaensis se refieren al Grupo Honda. El perezoso gigante Brievabradys laventensis, el primate Stirtonia tatacoensis originalmente descrito como Kondous laventicus y el marsupial Micoureus laventicus fueron nombrados en honor a La Venta, mientras que los primates Miocallicebus villaviejai y Stirtonia victoriae recibieron sus epítetos de especies de las formaciones que componen el Grupo Honda.